# Cedrelopsis microfoliolata
Espèce
Statut de conservation UICN

LC : Préoccupation mineure
Cedrelopsis microfoliolata est une espèce de plantes à fleurs de la famille des Rutaceae et du genre Cedrelopsis, endémique de Madagascar. C'est un arbre ou un arbuste de 2 à 10 m de haut, à feuilles composées, qui pousse dans un climat subhumide, sec ou subaride. Il est présent dans les forêts, les fourrés, sur les inselbergs, les parois rocheuses, ainsi que dans les milieux anthropophisés. Son bois est utilisé dans la construction et une décoction est faite à partir de ses feuilles, comme médicament.
Cedrelopsis microfoliata est menacée car ses sous-populations sont sévèrement fragmentées ; le déclin se poursuit avec des incendies incontrôlés et l'exploitation forestière pour son bois. Cependant, l'espèce est présente dans de nombreux sites importants et dans les aires protégées d'Ambodivahibe, Andohahela, Angavo, Ankarafantsika, Antrema, Behara Tranomaro, Bongolava KBA, Complexe Vohidava, Loky Manambato, Menabe Antimena, Montagne des Français et Oronjia, où 16 sous-populations sont protégées. Par conséquent, l'Union internationale pour la conservation de la nature (UICN) ne pense pas que ces menaces affectent la taille de la population, la zone d'occurrence et la survie de l'espèce. Elle est donc considérée comme en préoccupation mineure (LC) par l'UICN.